# Heiße Liebe
Heiße Liebe (Deens: Ung elskov) is een opera van de Deense componist August Enna. 
Enna had in de jaren negentig van de 19e eeuw een populaire opera geschreven, Lamia. Deze werd zowel in Denemarken als daarbuiten uitgevoerd, voor dat laatste met name in Antwerpen. Daarbij moest Enna constateren dat die opera verre van perfect was en hij begon derhalve aan een grondige revisie van dat werk. Dat leidde uiteindelijk tot deze Heiße Liebe, (het kreeg de Nederlandse titel Vurige liefde) die op 6 december 1904 in première ging in het toenmalige behoudende provincie- en cultuurstad Weimar. Pers en publiek konden eigenlijk niets met deze opera en na een aantal voorstellingen werden uitvoeringen aldaar gestaakt. Er vonden ook elders uitvoeringen plaats zoals in Leipzig en Zürich, maar ook daar was het geen wereldnieuws. Pas in 1912 bereikte het de Deense hoofdstad Kopenhagen. De opera is gebaseerd op het verhaal De zwarte stad van Kálmán Mikszáth in een bewerking van librettist P.A. Rosenberg. De muziek is een mengeling van Richard Wagner, Niels Gade en Giuseppe Verdi.
Het verhaal speelt zich af in Slavonië, begin 19e eeuw. Arota, dochter van huizenbezitter Matthäus is verliefd op Andreas tijdens het druivenplukseizoen. Ze plannen om ’s avonds naar een dansfeest te gaan. Dan komt Arota’s kinderliefde  Jonas, pleegzoon van Matthäus, ten tonele. Arota wijst zijn avances af. Tijdens het dansfeest vraagt Andreas Arota te huwelijk, maar Jonas weet zich even als danspartner op te dringen. De volgende dag treft Andreas Arota aan, die een keus probeert te maken, of verder gaan met Andreas, of met haar vader, haar stiefbroer en het huis. Uiteindelijke vertrekt het stel toch. Matthäus steekt vervolgens het huis in brand en treft dan Janos aan met een geweer; hij heeft Arota en Andreas doorgeschoten. Alhoewel Janos spijt betuigt, vervloekt Matthäus hem.

## Trivia
Heiße Liebe is tevens de naam van een Duits dessert, bestaande uit roomijs met warme frambozen of kersen, soms aangevuld met slagroom en amandelschaafsel.